# 喬什·奇爾得雷斯
喬什·奇爾得雷斯（英語：Josh Childress，1983年6月20日—），美国前职业篮球运动员，來自NCAA斯坦福大学，在效力NBA期間司职搖擺人，

## NBA新秀二隊 2005
- 中鋒：拉菲爾·阿勞約(多倫多猛龍)
- 前鋒：盧克·傑克遜(克里夫蘭騎士)
- 前鋒：安德烈·伊格達拉(費城76人)
- 後衛：喬什·奇爾得雷斯(亞特蘭大鷹)
- 後衛：肖恩·利文斯頓(洛杉磯快船)

## NBA职业生涯
2004年6月27日，在2004年NBA选秀中于第一轮第6位被亚特兰大鹰队选中，开始职业生涯。
2008年，亚特兰大鹰队成功的重返久违十多年的季后赛，奇爾得雷斯的表現可圈可點，這使得他在2008年夏天成爲被歐洲聯賽挖角的八大NBA球星之一，最終他去了希臘。
奇爾得雷斯自職業生涯起，就一直是所效力球隊的绝对的首发後衛和外线第一主力。